# Kwon Eun-bi
Kwon Eun-bi (hangul: 권은비; hanja: 權恩妃; rr: Gwon Eun-bi; MR: Kwŏn Ŭnpi; nascida em Seul, Coreia do Sul, em 27 de setembro de 1995), mais frequentemente creditada na carreira musical apenas como Eunbi (hangul: 은비; hanja: 恩妃; rr: Eun-bi), é uma cantora, dançarina, atriz e apresentadora sul-coreana. Ficou conhecida por ter participado do reality show Produce 48, produzido pelo canal de televisão Mnet, classificando-se em sétimo lugar no episódio final. Eunbi então integrou o grupo feminino Iz*One, formado pelas doze vencedoras do programa, onde ocupou a posição de líder, vocalista líder e dançarina principal.

## Carreira
Kwon Eun-bi nasceu em Geumcheon-gu, Seul, em 1995. Em 2014, estreou como vocal e dançarina principal do grupo feminino Ye-A, formado pela Kiroy Company, sob o nome artístico de Kazoo (hangul: 카쥬). Em novembro de 2015, a Kiroy Company foi comprada e renomeada para Shinhoo Entertainment. Após isso, não houve mais atualizações sobre o grupo Ye-A, e o mesmo se desfez sem um anúncio oficial. Em 2016, Kwon Eun-bi tornou-se trainee da Woollim Entertainment.
Em 2018, Eun-bi participou do programa de sobrevivência Produce 48, produzido pelo canal de televisão sul-coreano Mnet. O reality foi uma colaboração entre Produce 101 e o grupo japonês AKB48. Das noventa e seis concorrentes iniciais, as doze finalistas foram escolhidos por votos do público e anunciado ao vivo pelo canal Mnet, formando o grupo feminino Iz One, do qual ela faz parte.

## Discografia

### Extended plays
| Título | Detalhes | Melhores posições nas tabelas |
| Título | Detalhes | COR                           |
| ------ | --- | ----------------------------- |
| Open   | - Lançamento: 24 de agosto de 2021 - Gravadoras: Woollim Entertainment, Kakao Entertainment - Formatos: CD, download digital, streaming | 8                             |
| Color  | - Lançamento: 4 de abril de 2022 - Gravadoras: Woollim Entertainment, Kakao Entertainment - Formatos: CD, download digital, streaming   | 4                             |

## Filmografia

### Programas de variedades
| Ano  | Emissora | Título     | Papel        |
| ---- | -------- | ---------- | ------------ |
| 2018 | Mnet     | Produce 48 | Participante |